# Pachyschelus schwarzi
Pachyschelus schwarzi är en skalbaggsart som beskrevs av Charles Kerremans 1892. Pachyschelus schwarzi ingår i släktet Pachyschelus och familjen praktbaggar. Inga underarter finns listade i Catalogue of Life.